# Halowe Mistrzostwa Europy w Lekkoatletyce 1971 – bieg na 60 m przez płotki mężczyzn
Bieg na 60 metrów przez płotki mężczyzn – jedna z konkurencji biegowych rozgrywanych podczas halowych lekkoatletycznych mistrzostw Europy w hali Festiwalna w Sofii. Eliminacje, półfinały i bieg finałowy zostały rozegrane 14 marca 1971. Zwyciężył reprezentant Republiki Federalnej Niemiec Eckart Berkes. Tytułu zdobytego na poprzednich mistrzostwach nie obronił Günther Nickel z RFN, który tym razem zajął 4. miejsce.

## Rezultaty

### Eliminacje
Rozegrano 4 biegi eliminacyjne, do których przystąpiło 19 biegaczy. Awans do półfinału dawało zajęcie jednego z pierwszych trzech miejsc w swoim biegu (Q).
Opracowano na podstawie materiału źródłowego.
Bieg 1
| Miejsce | Zawodnik         | Czas | Uwagi |
| ------- | ---------------- | ---- | ----- |
| 1       | Aleksandr Diemus | 8,0  | Q     |
| 2       | Jürgen Wehnert   | 8,0  | Q     |
| 3       | Luigi D’Onofrio  | 8,1  | Q     |
| 4       | Viorel Suciu     | 8,2  |       |
| 5       | Ivan Sedláček    | 8,3  |       |

Bieg 2
| Miejsce | Zawodnik           | Czas | Uwagi |
| ------- | ------------------ | ---- | ----- |
| 1       | Eckart Berkes      | 8,0  | Q     |
| 2       | Mirosław Majchrzak | 8,1  | Q     |
| 3       | Sławczo Kostow     | 8,1  | Q     |
| 4       | Nicolae Pertea     | 8,1  |       |
| 5       | Fiorenzo Marchesi  | 8,5  |       |

Bieg 3
| Miejsce | Zawodnik         | Czas | Uwagi |
| ------- | ---------------- | ---- | ----- |
| 1       | Patrick Malrieux | 8,0  | Q     |
| 2       | Manfred Schumann | 8,1  | Q     |
| 3       | Adam Galant      | 8,2  | Q     |
| 4       | Rafael Cano      | 8,4  |       |
| 5       | Ervin Sebestyen  | 8,4  |       |

Bieg 4
| Miejsce | Zawodnik           | Czas | Uwagi |
| ------- | ------------------ | ---- | ----- |
| 1       | Günther Nickel     | 8,0  | Q     |
| 2       | Graham Gower       | 8,0  | Q     |
| 3       | Sergio Liani       | 8,0  | Q     |
| 4       | Efstratios Wasiliu | 8,1  |       |

### Półfinały
Rozegrano 2 biegi półfinałowe, w których wystartowało 12 biegaczy. Awans do finału dawało zajęcie jednego z trzech pierwszych miejsc w swoim biegu (Q).
Opracowano na podstawie materiału źródłowego.
Bieg 1
| Miejsce | Zawodnik         | Czas | Uwagi |
| ------- | ---------------- | ---- | ----- |
| 1       | Eckart Berkes    | 8,0  | Q     |
| 2       | Patrick Malrieux | 8,0  | Q     |
| 3       | Sergio Liani     | 8,1  | Q     |
| 4       | Adam Galant      | 8,1  |       |
| 5       | Manfred Schumann | 8,1  |       |
| 6       | Sławczo Kostow   | 8,3  |       |

Bieg 2
| Miejsce | Zawodnik           | Czas | Uwagi |
| ------- | ------------------ | ---- | ----- |
| 1       | Günther Nickel     | 7,9  | Q     |
| 2       | Aleksandr Diemus   | 8,0  | Q     |
| 3       | Graham Gower       | 8,0  | Q     |
| 4       | Luigi D’Onofrio    | 8,0  |       |
| 5       | Jürgen Wehnert     | 8,0  |       |
| 6       | Mirosław Majchrzak | 8,0  |       |

### Finał
Opracowano na podstawie materiału źródłowego.
| Miejsce | Zawodnik         | Czas |
| ------- | ---------------- | ---- |
| 1       | Eckart Berkes    | 7,8  |
| 2       | Aleksandr Diemus | 7,9  |
| 3       | Sergio Liani     | 7,9  |
| 4       | Günther Nickel   | 7,9  |
| 5       | Graham Gower     | 8,0  |
| 6       | Patrick Malrieux | 8,0  |